# VfB Glückauf Oelsnitz
Der VfB Glückauf Oelsnitz ist ein deutscher Fußballverein aus Oelsnitz/Erzgeb. Heimstätte des VfB ist das Glückauf-Stadion, welches 1.000 Zuschauern Platz bietet. Der Verein war in der Vergangenheit eine Betriebssportgemeinschaft im Lugau-Oelsnitzer Steinkohlenrevier, Trägerbetrieb war das Steinkohlenwerk Deutschland.

## Verein
Der VfB Glückauf wurde 1945 unter der Bezeichnung SG Oelsnitz gegründet. Die Qualifikation zur 1952 gegründeten Bezirksliga Karl-Marx-Stadt verpassten die Erzgebirger vorerst, mit dem Einsteigen des Steinkohlenwerkes gelang dies 1958 doch noch. Die BSG trat nun als Aktivist „Grube Deutschland“ Oelsnitz (später auch BMK Oelsnitz) an und hielt die Bezirksliga bis 1967 insgesamt sieben Spielzeiten. Nach zwischenzeitlichen Ausschreitungen der Fans des Reviervereins wurden in den 1960er-Jahren zum Teil wochenlange Platzsperren ausgesprochen. Größter Erfolg war der Staffelsieg in der Saison 1962/63, im Endspiel um die Bezirksmeisterschaft unterlag Oelsnitz dann Motor Zschopau und verpasste so den möglichen Aufstieg in die II. DDR-Liga. Den einzigen Titel fuhr Grube Deutschland 1959 mit dem Bezirkspokal ein. In der damit verbundenen Qualifikation zum FDGB-Pokal unterlagen die Sachsen in der ersten Runde bei Lokomotive Weimar mit 2:5. 
Im Anschluss versank Oelsnitz im lokalen westsächsischen Fußball. Nach der Wende erfolgten Umbenennungen in Union Oelsnitz sowie Glückauf Oelsnitz. Der Verein spielt seitdem ausnahmslos im Kreisligabereich.
2012 trat die Abteilung Fußball des ebenfalls in Oelsnitz ansässigen SV Neuoelsnitz dem Glückauf Oelsnitz bei. In diesem Zuge wurde der Oelsnitzer Fußballclub gegründet.

## Statistik
- Teilnahme LL Sachsen (SBZ): 1948/49
- Teilnahme: FDGB-Pokal 1960

## Personen
- Sven Beuckert